# Boogschieten op de Paralympische Zomerspelen 1964
De IIe Paralympische Spelen werden in 1964 gehouden in Tokio, Japan. Het boogschieten stond voor de tweede keer op het programma. En was een van de negen sporten tijdens deze spelen.

## Mannen

### Teams
| Rank | Land             | Punten | Schutters                          |
| ---- | ---------------- | ------ | ---------------------------------- |
| 1    | Verenigde Staten | 2253   | D. Slaugh Jack Whitman R. Robinson |
| 2    | Japan            | 2192   | T. Matsumoto S. Ando T. Ando       |

| Rank | Land             | Punten | Schutters                        |
| ---- | ---------------- | ------ | -------------------------------- |
| 1    | Verenigde Staten | 1706   | D. Kotter G. Pasipanki R. Hawkes |
| 2    | Frankrijk        | 1648   | Lercerf Seguin Musy              |

| Rank | Land             | Punten | Schutters                        |
| ---- | ---------------- | ------ | -------------------------------- |
| 1    | Verenigde Staten |        | D. Slaugh Jack Whitman J. Mathis |
| 2    | Japan            |        | T. Matsumoto S. Ando S. Saito    |

| Rank | Land      | Punten | Schutters                             |
| ---- | --------- | ------ | ------------------------------------- |
| 1    | Frankrijk | 2004   | David Ilanoun Schuh                   |
| 2    | Australië | 1995   | Roy Fowler Lionel Cousens John Martin |

### Individueel
| Klasse                  | Punten | land | Goud         | land | Zilver          | land | Brons          |
| ----------------------- | ------ | ---- | ------------ | ---- | --------------- | ---- | -------------- |
| Albion Ronde open       | 797    | USA  | D. Slaugh    | NED  | Piet Blanker    | BEL  | Schelfaut      |
| Columbia Ronde open     | 586    | USA  | D. Kotter    | ITA  | Raimondo Longhi | USA  | G. Pasipanki   |
| FITA Ronde open         | 986    | USA  | D. Slaugh    | NED  | Piet Blanker    | SWE  | Eric Johansson |
| St. Nicholas Ronde open | 726    | RSA  | G. P. Marais | AUS  | Roy Fowler      | FRA  | David          |

## Vrouwen

### Individueel
| Klasse                  | Punten | land | Goud              | land | Zilver                | land | Brons         |
| ----------------------- | ------ | ---- | ----------------- | ---- | --------------------- | ---- | ------------- |
| Albion Ronde open       | 669    | RHO  | Margaret Harriman | GBR  | V. Forder             | AUS  | Daphne Ceeney |
| Columbia Ronde open     | 504    | USA  | B. Rosenzweig     | GBR  | D. Legge-Willis       | GBR  | C. Tetley     |
| FITA Ronde open         | 919    | RHO  | Margaret Harriman | RSA  | N. Thesen             | GBR  | R. Irvine     |
| St. Nicholas Ronde open | 590    | RSA  | I. Marincowitz    | SUI  | Caroline Troxler-Kung | USA  | I. Preslipski |

Atletiek · Basketbal · Boogschieten · Dartchery · Gewichtheffen · Schermen · Snooker · Tafeltennis · Zwemmen
Rome 1960 ·
Tokio 1964 ·
Tel Aviv 1968 ·
Heidelberg 1972 ·
Toronto 1976 ·
Arnhem 1980 ·
New York & Stoke Mandeville 1984 ·
Seoel 1988 ·
Barcelona 1992 ·
Atlanta 1996 ·
Sydney 2000 ·
Athene 2004 ·
Peking 2008 ·
Londen 2012 ·
Rio de Janeiro 2016 ·
Tokio 2020 ·
Parijs 2024 ·
Los Angeles 2028